# Rita og Krokodille
Rita og krokodille er en dansk tegnefilmserie i 26 afsnit, der er instrueret af Siri Melchior efter manuskript af hende selv, Anders Sparring og Jan Vierth. De første seks afsnit er fra 2013, mens de øvrige atten er fra 2018. Seriens afsnit er udformet som korte film om det at være fire år og med venskab som det overordnede tema. Filmene har bl.a. været vist på DR Ramasjang. Der er også en bogserie.

## Handling
Rita er en bestemt lille pige, der har en meget sulten og temmelig ustyrlig ven, Krokodille, som bor i badekarret. Krokodille findes jo nok kun i Ritas fantasi, men den er også vores virkelighed i disse korte film. Når Krokodille er der, kan Rita tage hen hvor hun vil - ud i skoven, på ferie, op på et bjerg, ud og fiske, og der er en hel verden, som de må ud og opleve. Der er så utroligt meget Rita gerne vil, og tror hun ved - og lidt mindre hun rent faktisk magter. Uden nogen voksne må Rita finde ud af alting selv. På sin humoristiske og naive måde lærer hun både om sig selv og om små og store ting i verden omkring hende. Krokodille hjælper Rita med at finde kreative og sjove løsninger på hendes udfordringer, og Rita kommer altid "i mål" med Krokodille ved sin side.

## Afsnit

### 1. sæson (2013)
Obs! Afsnittene er oplistet i alfabetisk rækkefølge. Tilføj gerne afsnitsnumre og første sendedage.
| # | Titel        | Første sendedag |
| --- | ------------ | --------------- |
| | "Camping"    |                 |
| Rita og Krokodille skal på campingtur. Det er hyggeligt at ligge i et telt oppe på bjerget. Indtil det bliver mørkt. Månen kaster skygger af ulve og trolde på teltdugen. Rita tvinger Krokodille ud med lommelygten, for at skræmme dem væk. Nu kommer der endnu flere skygger! Rita vover sig ud for at redde sin ven. Det var bare grene og Krokodille, der kastede skygger! Rita og Krokodille laver skyggeteater i teltet med lyset fra lommelygten.                                                                                            |              |                 |
| | "Fisketuren" |                 |
| Rita og Krokodille skal ud og fiske. Rita belærer Krokodille om hvordan man fisker. Men ved søen er det Krokodille, der fanger alle fisk, selv om han har det gamle fiskenet. Rita bytter med ham, men det hjælper ikke. Men Rita SKAL fange en fisk. Ikke engang regnen kan få hende til at give op. Til sidst fanger hun en stor fisk. Så bliver det fisk til middag! Ritas store fisk, og alle Krokodilles fisk. |              |                 |
| | "Pindsvinet" |                 |
| Rita og Krokodille må bare have et kæledyr. Og der bor et pindsvin i buskene i farmors have. De skal holde sig vågne meget sent for at fange det. De stiller et fad mælk ud og skiftes til at holde vagt. Først er det Krokodilles tur. Rita falder i søvn, så snart det er hendes vagt. Når hun vågner er mælken væk og små hvide fodspor leder mod buskene! Rita bruger mere direkte metoder at fange pindsvinet, men når de endelig fanger den opdager de hvor meget den stikker. Vennerne bliver enige om at pindsvinet har det bedre i det fri. |              |                 |
| | "Skovturen"  |                 |
| Vennerne skal ud og samle kastanjer i skoven. Rita formaner Krokodille at blive på stien, så han ikke farer vild. Men da hun ser et helt tæppe af glitrende kastajner glemmer hun alt, hvad hun har sagt. I jagten på de flotte kastajner glemmer hun alt om stien og farer vild. Krokodille hjælper hende at finde tilbage. |              |                 |
| | "Snevejr"    |                 |
| Det har sneet. Rita og Krokodille skal ud og kælke. På bakken møder de Boris, som udfordrer dem til kælke kapløb. Men bakken er høj og stejl og Rita tør ikke helt køre. Hun giver Krokodille skylden og smider ham af kælken. Da hun prøver at undskylde, er Krokodille allerede frosset til en glat istap. Pludselig begynder begge to at glide ned af bakken, Rita ovenpå Krokodilles ryg. Rita er hunderæd. Men det er også sjovt. Vennerne vinder. Sammen.                                                                                      |              |                 |
| | "Zoo"        |                 |
| Krokodille skal have udklædning på når vennerne skal i zoologisk have. For tænk hvis dyrepasseren opdager der går en Krokodille løs og putter ham i Krokodille buret!? Krokodille er nu opsat på at møde sine slægtninge, og hverken store eller små dyr interesseret ham. Endelig slipper Rita ham afsted. Men Krokodille hopper vips ned i Krokodille bassinet og Rita må bruge sin opfindsomhed på at lokke ham tilbage igen. |              |                 |

### 2. sæson (2018)
| # | Titel                | Første sendedag |
| --- | -------------------- | --------------- |
| 7 | "Blåbær"             |                 |
| Rita og Krokodille plukker blåbær. Rita holder godt øje med alt hvad Krokodille gør. Hvis han spiser blåbær, bliver hans tunge blå! Men der i buskene ligger en bamse. Rita elsker den ved første øjekast. Hun elsker den, som var den hendes egen. En lille pige leder i blåbærbuskene efter noget hun har mistet. Men det var Rita, som fandt bamsen. Hvis bamse er det nu?                                     |                      |                 |
| 8 | "Hulen"              |                 |
| Rita og Krokodille bygger en hule i Farmors have, hvor de skal bo. Rita banker og saver for hulen skal være perfekt. Krokodille kigger mest på de mørke skyer. Rita synes Krokodille burde hjælpe mere til. Han må selv om hvis det begynder at storme og regne. For nu er det Ritas hule. |                      |                 |
| 9 | "På Langrend"        |                 |
| Krokodille kan ikke stå på ski, men Rita skal nok lære ham hvordan. Hun er meget bedre end Krokodille, i hvert fald til at begynde med. Rita kan ikke lide at blive overhalet. Specielt af en nybegynder. I morgen står vi på skøjter, Krokodille. Det har du ikke prøvet før, vel? |                      |                 |
| 10 | "I biografen"        |                 |
| Rita og Krokodille skal se "De 5 feer" i biografen. Krokodille larmer med slikpapiret, slubrer og gaber. Nu bliver det spændende. Feerne skal bage en kage. Rita er opslugt. Men Krokodille er væk. På lærredet dukker en stor skygge op, som vil æde kagen. En drage? Eller bare Krokodille. |                      |                 |
| 11 | "Stranden"           |                 |
| Hvem kan finde flotte sten og fine muslingeskaller på stranden? Rita finder to sten og Krokodille finder ingen. Måske Rita kan dele sine sten med Krokodille? Altså hvis han giver hende noget igen? Men Krokodille har fundet noget, der er langt bedre end en sten. Noget han aldrig vil kunne bytte for en sten.                                                                                               |                      |                 |
| 12 | "Nat"                |                 |
| Månen, stjernerne og planeterne er en anden verden end vores. Mon der bor nogen derude? Nogen, som er anderledes end os? Måske er de grønne? Som Krokodille. Eller måske er der nogen præcis som os? En rum-Rita og en rum-Krokodille. Det tager Rita og Krokodille på en fantasifuld rumrejse for at finde ud af.                                                                                                |                      |                 |
| 13 | "Fødselsdagsfesten"  |                 |
| Det er Boris fødselsdag. Opfør dig ordentligt, Krokodille. Husk i dag handler det ikke kun om dig. Det handler om Boris. Selv gaven er til ham. Den er bare næsten lidt for god til at give væk. |                      |                 |
| 14 | "I parken"           |                 |
| Hvis Boris kan cykle uden støttehjul, så kan Rita sandelig også. Men hun har brug for at Krokodille skubber hende. Han skal skubbe og skubbe. Han må aldrig give slip. Men Krokodille snubler, og Rita falder. Rita bliver rasende. Krokodille må aldrig røre ved hendes cykel igen. Men så er det svært at cykle. Hvor forsvandt Krokodille hen? Stakkels Krokodille.                                            |                      |                 |
| 15 | "Badedyret"          |                 |
| Det er varmt, og Rita og Krokodille skal i friluftsbadet. Der er regler; ingen mad, ingen dykning og åh nej - dyr har ikke adgang. Rita må gå alene ind. Hendes oppustelige badedyr er punkteret. Hvordan skal hun så kunne svømme rundt med de andre børn? En krokodille kommer til hendes redning. |                      |                 |
| 16 | "Veninderne"         |                 |
| Rita får besøg af sin nye veninde, Susan. Hun øver sig på alle de ting bedste veninder gør. At drikke te og spise kager. Da Susan kommer, må Krokodille ikke være med. Men Krokodille ved hvad prioriteten er med nye veninder og i modsætning til Rita, kan han nå kagedåsen. Krokodille synes alle skal være velkomne, kager eller ej.                                                                          |                      |                 |
| 17 | "Duen"               |                 |
| Rita og Krokodille skal fodre fuglene ved søen. Du må ikke spise brødet, vel Krokodille. Der er ænder, gæs, gråspurve og svaner. Og så er der duer. Ad. Dem skal vi ikke fodre. Alle de flotte fugle flyver væk. Kun en due er tilbage og spiser. Måske er den due den bedste fugl af alle. |                      |                 |
| 18 | "Farmors fødselsdag" |                 |
| Farmor har fødselsdag. Hun skal have en fest, og Rita kan ordne alt. På Ritas måde. Fin dug, blomster og kager. Krokodille gør alting forkert. Krokodille må ikke hjælpe til. Efter en god fest er der altid rodet. Farmor siger de skal rydde op. Men Rita er alt for træt. Nu må du altså gerne hjælpe til, Krokodille, for det er sjovere når vi hjælper hinanden.                                             |                      |                 |
| 19 | "Køkkenhaven"        |                 |
| Rita og Krokodille laver en køkkenhave i farmors have. De planter gulerødder, salat og ærter. Men her kommer fugle. De har brug for en ting til. Et fugleskræmsel. Ingen kan være mere skræmmende end Krokodille, vel? |                      |                 |
| 20 | "Slottet"            |                 |
| Der er springvand, bassiner og roser i slotshaven. Hvis Rita er prinsesse, så kan hun bestemme over Krokodille. Krokodille kan også være konge. Og bestemme over Rita. Men det kan blive kedeligt at være monark. Det er bedst når ingen har en krone på. Så skal hverken Rita eller Krokodille bestemme. |                      |                 |
| 21 | "Forår"              |                 |
| Forår er smukt. Der er fine ny blomster og fugleunger, som skal lære at flyve. Rita og Krokodille er nu mere interesserede i mudder. Rita går ud i en stor mudderpøl og så sidder hendes støvle fast. Krokodille er ikke vild med mudder, men han får Rita fri. Så sidder Krokodille fast. Rita er bange og løber afsted efter hjælp. Men Rita er modig og tager tilbage til Krokodille for at redde ham.         |                      |                 |
| 22 | "Halloween"          |                 |
| Rita og Krokodille forbereder Halloween. Rita klæder sig ud som heks og Krokodille skal være en kat. En rigtig kat, som spinder og siger mjav. Krokodille er en dårlig kat, og så får de ingen slik. Men Rita er en rigtig heks og hun har en løsning. Hun fortryller ham. |                      |                 |
| 23 | "En regnvejrsdag"    |                 |
| Det regner udenfor. Rita og Krokodille leger indenfor. Rita finder sine gamle klodser frem. Rita og Krokodille bygger hver sit tårn. Krokodilles tårn er ikke så højt som Ritas, men mere stabilt. Krokodille kommer til at vælte Ritas tårn med halen. Hvis du vælter mit tårn, så vælter jeg dit tårn. Rita ødelægger Krokodilles tårn. Til sidst indser Rita, det er bedre at tilgive og bygge et tårn sammen. |                      |                 |
| 24 | "Kroket"             |                 |
| Rita og Krokodille spiller kroket i Farmors have. Rita ved alt om kroket. Hvordan man sætter buerne op og alle reglerne. Men når spillet ikke udvikler sig som Rita synes, så laver hun sine egne regler. Så behøver bolden ikke at skulle gennem buerne, og man behøver ikke at ramme den. Uanset regler, så er der altid en vinder og en taber. Men man kan stadig være venner.                                 |                      |                 |
| 25 | "Jul"                |                 |
| Rita og Boris bager brunkager. De fortæller Krokodille alt om Julemanden. Han kommer med gaver til alle børn, rige og fattige, store og små. Man skal bare tro på ham og så være artig, selvfølgelig. Boris siger at Julemanden ikke giver gaver til krokodiller. Men man skal ikke lytte til alt, hvad folk siger.                                                                                               |                      |                 |
| 26 | "Nytårsaften"        |                 |
| Rita går ikke i seng før klokken tolv nytårsaften. Og det gør Krokodille heller ikke. Tiden går hurtigt, hvis man har det sjovt. Tiden går langsomt, hvis man keder sig. Hvis man tager køkkenuret ned, kan man få klokken til at blive hvilken tid som helst. Så kan tid gå fremad og baglæns. Og man kan blive oppe, så længe man vil. Og fejre nytår to gange!                                                 |                      |                 |